# Колбчанский сельсовет
Колбчанский сельсовет — административная единица на территории Кличевского района Могилёвской области Белоруссии.

## Состав
Включает 15 населённых пунктов:
- Веленик — деревня.
- Ганаратово — деревня.
- Закутский Дворок — деревня.
- Закутье — деревня.
- Колбча — агрогородок.
- Колбчанская Слободка — деревня.
- Красный Лес — деревня.
- Кутин — деревня.
- Липница — деревня.
- Новые Максимовичи — агрогородок.
- Новые Наборки — деревня.
- Палом — деревня.
- Репище — деревня.
- Старые Максимовичи — деревня.
- Старые Наборки — деревня.